# Гиссинг, Джордж
Джордж Роберт Гиссинг (англ. George Gissing, 22 ноября 1857 — 28 декабря 1903) — английский писатель, крупный представитель натуралистического романа.
В своих главных романах Гиссинг натуралистически точно передаёт жизнь городской бедноты, бродяг, проституток и т. п. (романы: «Работники на заре» (Workers in the Dawn, 1880); «Деклассированные» (The Unclassed, 1884)), а также литераторов и журналистов, вынужденных вести тяжёлую борьбу за существование (роман «Новая улица литературной богемы» (The New Grubstreet, 1891)).
Гиссинг пытается ставить социальные проблемы, но не может найти разрешения социальных противоречий. Такова, например, постановка вопроса в романе «Демос» (1887). Попутно в романе обнаруживается ужас и отвращение писателя к дикой, некультурной черни.
Женской эмансипации посвящены романы: «Эмансипированные» (1891), «Дензиль Куорьер» (1892) и «Женщины в разброде» (The odd Women, 1893).
В последний период творчества Гиссинг отходит от своего неопределённого радикализма с его беспочвенным протестом, от противоречий действительности — в мир античности, в историзм и культ природы. Гиссинг также написал исследование о Диккенсе (Charles Dickens, 1898) и две книги очерков и путешествий: «By the Jonian sea», 1901 и «The Private Papers of Henry Ryecroft» (в первой упоминается владелец одного из отелей в Калабрии — Кориолано Папараццо, имя которого стало нарицательным благодаря сценаристу фильма Сладкая жизнь, прочитавшего эту книгу).
На рубеже 1870-х и 1880-х Джордж Гиссинг был сотрудником петербургского журнала «Вестник Европы», где за подписью G.R.G. помещал свои корреспонденции из Лондона. Он опубликовал ряд очерков под заголовками «Корреспонденции из Лондона», «Английские дела», «Ирландские дела и экономическое положение Англии». В 1891 году журнал опубликовал его роман «Демос» в переводе Анны Энгельгардт. Забытое на долгое время творчество писателя вызвало растущий интерес, начиная с 60-х годов XX века.